# Convento de Santo Domingo (Játiva)
El ex-convento de Santo Domingo, o ex-Convento de Predicadores, está ubicado en la calle Santo Domingo del municipio de Játiva, en la comarca de La Costera, de la provincia de Valencia.
Está catalogado como Bien de interés cultural de la provincia de Valencia con la anotación ministerial número R-I-51-0004597 y fecha de la disposición 26 de febrero de 1982.

## Historia
Los restos del antiguo Convento de Santo Domingo se encuentran en la parte alta de la ciudad, en pleno centro de la ciudad medieval de Játiva, cerca de la Mezquita-Catedral y del barrio judío, donde se establecieron los monjes extramuros de la ciudad, en 1285, para lo cual compraron el convento de la desaparecida orden de la Penitencia de Jesucristo, que en aquella época se encontraba situado junto al hospital intramuros de la ciudad, en el que finalmente quedaron instalados. Hay autores que consideran que fue una donación del propio Jaime I, lo que hizo que el terreno que había ocupado la Orden de los Penitentes de Jesucristo en al calle Santo Domingo pasara a la orden de los dominicos.
Como otros monumentos religiosos de la ciudad, con la desamortización de 1837 el convento pasó a manos particulares y sufrió diversas transformaciones y usos hasta su posterior derribo. Entre 1966 y 1976 el convento fue derribado, manteniéndose únicamente la iglesia que fue utilizada como teatro y cine. En 1981 fue adquirido por el Ayuntamiento. A partir de 1982 se realizaron campañas de desescombro que permitieron descubrir restos del claustro, sala capitular y refectorio. La iglesia del antiguo Convento de Santo Domingo ha sido restaurada, mediante la consolidación y la vuelta al estilo original. Las piezas barrocas que aparecieron durante la restauración se pueden contemplar en las criptas descubiertas que se han dejado en el suelo.
La antigua iglesia fue restaurada y unida a un edificio de viviendas(Casa San Andrés) que estaba adosada en su paramento oeste para poder utilizarla como una de las sedes de la exposición de la Luz de las Imágenes durante el año 2007 y servir posteriormente como centro cultural.

## Descripción
Del convento de la orden de la Penitencia de Jesucristo sólo conservaron el refectorio, construido en 1323, que es de planta rectangular, de aproximadamente 41 metros de largo por 8 de ancho y estaba dividido en tramos por siete arcos diafragma que se apoyaban en ménsulas. La iglesia fue construida en el primer tercio del siglo XIV. Presenta una sola nave con capillas entre contrafuertes, y cubierta exterior a dos aguas nuevamente sobre arcos diafragma. En las capillas al mediodía se abren ventanas ojivales con dovelas abocinadas con tracerías y ajímeces. El convento contaba con una sala capitular(de planta cuadrangular y bóveda de crucería, con un banco corrido en sus lados, con el sitial del prior ubicado frente a la puerta de entrada, la cual estaba flanqueada por dos ventanales de sillería con arquivoltas y columnistas), sufragada por Leonor, la esposa de Pedro IV, el Ceremonioso, construida entre 1329 y 1336, y que se encontraba en el lado este del claustro entre el refectorio y la iglesia. El claustro no presenta trazado uniforme, con una mayor regularidad en el ala sur, la que estaba adosada al refectorio, y realizada en sillería con arcos apuntados; mientras que en otras partes del claustro se utilizaron también el ladrillo y yeso. Como consecuencia del incendio de la ciudad en 1707, se perdió la techumbre de madera de la iglesia, realizándose al reconstruirlo bóvedas tabicadas. En la segunda mitad del siglo XVIII se llevaron a cabo reformas en el convento, levantándose en el claustro una logia superior de ladrillo y las andanas. El antiguo refectorio aumentó su planta, mientras que su altura se vio disminuida, para albergar las celdas, construyéndose un nuevo refectorio en el huerto, así como un nuevo patio donde se trasladaron la cocina y las dependencias anejas.